# Carson Buschman-Dormond
Carson Emanuel Buschman-Dormond (Vancouver, 27 oktober 2002) is een Nederlands-Canadees voetballer die door FC Zürich van JK Tulevik Viljandi gehuurd wordt.

## Carrière
Carson Buschman-Dormond speelde in de jeugd van Fusion FC en Vancouver Whitecaps. In februari 2021 vertrok hij naar het Estische JK Tulevik Viljandi. Hij debuteerde in de Meistriliiga op 13 maart 2021, in de met 2-3 gewonnen uitwedstrijd tegen FC Kuressaare. Hij scoorde in de 89e minuut het winnende doelpunt. In de zomer van 2021 werd hij voor twee seizoenen verhuurd aan het Zwitserse FC Zürich.

## Clubstatistieken
| Seizoen     | Club                | Competitie       | Competitie | Competitie | Competitie | Beker | Beker | Beker | Internationaal | Internationaal | Internationaal | Totaal | Totaal | Totaal |
| Seizoen     | Club                | Competitie       | Wed.       | Dlp.       | Ass.       | Wed.  | Dlp.  | Ass.  | Wed.           | Dlp.           | Ass.           | Wed.   | Dlp.   | Ass.   |
| ----------- | ------------------- | ---------------- | ---------- | ---------- | ---------- | ----- | ----- | ----- | -------------- | -------------- | -------------- | ------ | ------ | ------ |
| 2021        | JK Tulevik Viljandi | Meistriliiga     | 12         | 2          | 3          | 2     | 0     | 0     | —              | —              | —              | 14     | 2      | 3      |
| Club Totaal | Club Totaal         | Club Totaal      | 12         | 2          | 3          | 2     | 0     | 0     | 0              | 0              | 0              | 14     | 2      | 3      |
| 2021/22     | → FC Zürich U21     | Promotion League | 20         | 2          | 0          | —     | —     | —     | —              | —              | —              | 20     | 2      | 0      |
| 2022/23     | → FC Zürich U21     | Promotion League | 23         | 1          | 0          | —     | —     | —     | —              | —              | —              | 23     | 1      | 0      |
| Club Totaal | Club Totaal         | Club Totaal      | 43         | 3          | 0          | 0     | 0     | 0     | 0              | 0              | 0              | 43     | 3      | 0      |
| TOTAAL      | TOTAAL              | TOTAAL           | 55         | 5          | 3          | 2     | 0     | 0     | 0              | 0              | 0              | 57     | 5      | 3      |

1 Kostadinović ·
2 Kamberi ·
3 Guerrero ·
4 Omeragić ·
6 Aliti ·
7 Krasniqi ·
8 Janjičić ·
9 Ceesay ·
10 Marchesano ·
11 Koide ·
14 Buschman-Dormond ·
15 Aiyegun ·
16 Hornschuh ·
17 Reichmuth ·
18 Kramer ·
19 Boranijašević ·
20 Doumbia ·
21 Džemaili ·
22 Gnonto ·
23 Rohner ·
24 Ćorić ·
25 Brecher  ·
26 Khelifi ·
29 Pollero ·
31 Kryeziu ·
33 Seiler ·
34 De Nitti ·
36 Frei ·
39 Gogia ·
42 Wallner ·
78 Leitner ·
Coach: Breitenreiter